# 李忠 (唐朝)
李忠（643年—665年），字正本，唐高宗李治長子，母親是後宮的宮人劉氏。唐高宗一度立之為太子，武得寵，高宗改立其子李弘。李忠貶為梁王，後因許敬宗讒言，遭武后賜死。神龍初年，追封燕王，贈太尉、揚州大都督。

## 生平
李治剛立為太子時，就有了李忠這個兒子，並且在宮中設宴慶賀，不久唐太宗便駕幸宮中說：「朕初得此孫，欲共同樂。」便一同喝酒，酒酣耳熱之際竟快樂得跳起舞來，連帶著讓臣屬一起共舞。貞觀二十年（646年），唐太宗破格将尚是皇孙的李忠封為陳王；永徽元年（650年）李治登基为唐高宗，更拜李忠為雍州牧。
當時王皇后已與高宗結婚多年，卻依然沒有生育，她的舅父柳奭便建議她立李忠為太子，因為李忠的母親刘氏出身相當低賤，史书甚至沒有记录她是否获得嬪妃的封號，李忠如果立為太子的話，將來勢必可以與皇后親近，於是王皇后便同意了這件事。柳奭因此與褚遂良、韓瑗、長孫無忌、寧等人相繼向高宗請求立李忠為太子，於是在永徽三年（652年）立李忠為太子，六年（655年）為他元服。
但是就在同一年，王皇后被廢，正得寵的武昭儀之子李弘剛三歲。許敬宗知道高宗想立武昭儀為皇后，便進言表示應該要效法漢光武帝時郭聖通與劉彊的故事，表示武氏為皇后的話，就應該廢掉出身卑微的太子，改立新的嫡子李弘為太子。此話深得高宗心意，因此隔年改立武昭儀為皇后，再隔年（656年）廢太子李忠為梁王，立李弘為皇太子，并在诏书中称李忠是主动让位，有太伯之风。
李忠出任梁州（今陕西省汉中市）都督，賜甲第，實封戶二千，物二萬段，後來又轉封為房州（今湖北省房县）刺史。李忠於是開始相當恐懼，因為害怕有人會謀害他，便時常穿著女子的服裝，以躲避刺客。又常常做惡夢，於是自行占卜解夢。顯慶五年（660年），迷信之事被發現，遂被廢為庶人，遷徙至黔州，被囚禁在以前李承的故居。
麟德元年（664年），宦官王伏勝發現武后召道士出入宮中，使上官儀向高宗建議廢武后；又因王伏勝曾經侍奉過李忠，許敬宗便向武后進讒說這次廢后謀反之事，李忠也有參與，武后遂將李忠賜死於黔州，李忠得年僅二十二歲。
第二年，李弘向高宗請求收葬李忠，高宗同意。
李忠异母弟、武后之子唐中宗神龍初年，追封李忠为燕王，追贈太尉、揚州大都督。

## 延伸阅读
[在维基数据编辑]
 《舊唐書/卷86》，出自刘昫《舊唐書》
 《新唐書·卷081》，出自《新唐書》